# Điểm phân
| Ngày và thời gian UTC của điểm chí và điểm phân | Ngày và thời gian UTC của điểm chí và điểm phân | Ngày và thời gian UTC của điểm chí và điểm phân | Ngày và thời gian UTC của điểm chí và điểm phân | Ngày và thời gian UTC của điểm chí và điểm phân | Ngày và thời gian UTC của điểm chí và điểm phân | Ngày và thời gian UTC của điểm chí và điểm phân | Ngày và thời gian UTC của điểm chí và điểm phân | Ngày và thời gian UTC của điểm chí và điểm phân |
| Năm                                             | Điểm phân Tháng 3                               | Điểm phân Tháng 3                               | Điểm chí Tháng 6                                | Điểm chí Tháng 6                                | Điểm phân Tháng 9                               | Điểm phân Tháng 9                               | Điểm chí Tháng 12                               | Điểm chí Tháng 12                               |
| Năm                                             | Ngày                                            | Thời gian                                       | Ngày                                            | Thời gian                                       | Ngày                                            | Thời gian                                       | Ngày                                            | Thời gian                                       |
| ----------------------------------------------- | ----------------------------------------------- | ----------------------------------------------- | ----------------------------------------------- | ----------------------------------------------- | ----------------------------------------------- | ----------------------------------------------- | ----------------------------------------------- | ----------------------------------------------- |
| 2004                                            | 20                                              | 06:49                                           | 21                                              | 00:57                                           | 22                                              | 16:30                                           | 21                                              | 12:42                                           |
| 2005                                            | 20                                              | 12:33                                           | 21                                              | 06:46                                           | 22                                              | 22:23                                           | 21                                              | 18:35                                           |
| 2006                                            | 20                                              | 18:26                                           | 21                                              | 12:26                                           | 23                                              | 04:03                                           | 22                                              | 00:22                                           |
| 2007                                            | 21                                              | 00:07                                           | 21                                              | 18:06                                           | 23                                              | 09:51                                           | 22                                              | 06:08                                           |
| 2008                                            | 20                                              | 05:48                                           | 20                                              | 23:59                                           | 22                                              | 15:44                                           | 21                                              | 12:04                                           |
| 2009                                            | 20                                              | 11:44                                           | 21                                              | 05:45                                           | 22                                              | 21:18                                           | 21                                              | 17:47                                           |
| 2010                                            | 20                                              | 17:32:13                                        | 21                                              | 11:28:25                                        | 23                                              | 03:09:02                                        | 21                                              | 23:38:28                                        |
| 2011                                            | 20                                              | 23:21:44                                        | 21                                              | 17:16:30                                        | 23                                              | 09:04:38                                        | 22                                              | 05:30:03                                        |
| 2012                                            | 20                                              | 05:14:25                                        | 20                                              | 23:09:49                                        | 22                                              | 14:49:59                                        | 21                                              | 11:12:37                                        |
| 2013                                            | 20                                              | 11:02:55                                        | 21                                              | 05:04:57                                        | 22                                              | 20:44:08                                        | 21                                              | 17:11:00                                        |
| 2014                                            | 20                                              | 16:57:05                                        | 21                                              | 10:51:14                                        | 23                                              | 02:29:05                                        | 21                                              | 23:03:01                                        |
| 2015                                            | 20                                              | 22:45:09                                        | 21                                              | 16:38:55                                        | 23                                              | 08:20:33                                        | 22                                              | 04:48:57                                        |
| 2016                                            | 20                                              | 04:30:11                                        | 20                                              | 22:34:11                                        | 22                                              | 14:21:07                                        | 21                                              | 10:44:10                                        |
| 2017                                            | 20                                              | 10:28:38                                        | 21                                              | 04:24:09                                        | 22                                              | 20:02:48                                        | 21                                              | 16:28:57                                        |
| 2018                                            | 20                                              | 16:15:27                                        | 21                                              | 10:07:18                                        | 23                                              | 01:54:05                                        | 21                                              | 22:23:44                                        |
| 2019                                            | 20                                              | 21:58:25                                        | 21                                              | 15:54:14                                        | 23                                              | 07:50:10                                        | 22                                              | 04:19:25                                        |
| 2020                                            | 20                                              | 03:50:36                                        | 20                                              | 21:44:40                                        | 22                                              | 13:31:38                                        | 21                                              | 10:02:19                                        |
| 2021                                            | 20                                              | 09:37:27                                        | 21                                              | 03:32:08                                        | 22                                              | 19:21:03                                        | 21                                              | 15:59:16                                        |
| 2022                                            | 20                                              | 15:33:23                                        | 21                                              | 09:13:49                                        | 23                                              | 01:03:40                                        | 21                                              | 21:48:10                                        |
| 2023                                            | 20                                              | 21:24:24                                        | 21                                              | 14:57:47                                        | 23                                              | 06:49:56                                        | 22                                              | 03:27:19                                        |
| 2024                                            | 20                                              | 03:06:21                                        | 20                                              | 20:50:56                                        | 22                                              | 12:43:36                                        | 21                                              | 09:20:30                                        |
| 2025                                            | 20                                              | 09:01:25                                        | 21                                              | 02:42:11                                        | 22                                              | 18:19:16                                        | 21                                              | 15:03:01                                        |
| 2026                                            | 20                                              | 14:45:53                                        | 21                                              | 08:24:26                                        | 23                                              | 00:05:08                                        | 21                                              | 20:50:09                                        |
| 2027                                            | 20                                              | 20:24:36                                        | 21                                              | 14:10:45                                        | 23                                              | 06:01:38                                        | 22                                              | 02:42:04                                        |
| 2028                                            | 20                                              | 02:17:02                                        | 20                                              | 20:01:54                                        | 22                                              | 11:45:12                                        | 21                                              | 08:19:33                                        |
| 2029                                            | 20                                              | 08:01:52                                        | 21                                              | 01:48:11                                        | 22                                              | 17:38:23                                        | 21                                              | 14:13:59                                        |
| 2030                                            | 20                                              | 13:51:58                                        | 21                                              | 07:31:11                                        | 22                                              | 23:26:46                                        | 21                                              | 20:09:30                                        |
| 2031                                            | 20                                              | 19:40:51                                        | 21                                              | 13:17:00                                        | 23                                              | 05:15:10                                        | 22                                              | 01:55:25                                        |
| 2032                                            | 20                                              | 01:21:45                                        | 20                                              | 19:08:38                                        | 22                                              | 11:10:44                                        | 21                                              | 07:55:48                                        |
| 2033                                            | 20                                              | 07:22:35                                        | 21                                              | 01:00:59                                        | 22                                              | 16:51:31                                        | 21                                              | 13:45:51                                        |
| 2034                                            | 20                                              | 13:17:20                                        | 21                                              | 06:44:02                                        | 22                                              | 22:39:25                                        | 21                                              | 19:33:50                                        |
| 2035                                            | 20                                              | 19:02:34                                        | 21                                              | 12:32:58                                        | 23                                              | 04:38:46                                        | 22                                              | 01:30:42                                        |
| 2036                                            | 20                                              | 01:02:40                                        | 20                                              | 18:32:03                                        | 22                                              | 10:23:09                                        | 21                                              | 07:12:42                                        |
| 2037                                            | 20                                              | 06:50:05                                        | 21                                              | 00:22:16                                        | 22                                              | 16:12:54                                        | 21                                              | 13:07:33                                        |
| 2038                                            | 20                                              | 12:40:27                                        | 21                                              | 06:09:12                                        | 22                                              | 22:02:05                                        | 21                                              | 19:02:08                                        |
| 2039                                            | 20                                              | 18:31:50                                        | 21                                              | 11:57:14                                        | 23                                              | 03:49:25                                        | 22                                              | 00:40:23                                        |
| 2040                                            | 20                                              | 00:11:29                                        | 20                                              | 17:46:11                                        | 22                                              | 09:44:43                                        | 21                                              | 06:32:38                                        |
| 2041                                            | 20                                              | 06:06:36                                        | 20                                              | 23:35:39                                        | 22                                              | 15:26:21                                        | 21                                              | 12:18:07                                        |
| 2042                                            | 20                                              | 11:53:06                                        | 21                                              | 05:15:38                                        | 22                                              | 21:11:20                                        | 21                                              | 18:03:51                                        |
| 2043                                            | 20                                              | 17:27:34                                        | 21                                              | 10:58:09                                        | 23                                              | 03:06:43                                        | 22                                              | 00:01:01                                        |
| 2044                                            | 19                                              | 23:20:20                                        | 20                                              | 16:50:55                                        | 22                                              | 08:47:39                                        | 21                                              | 05:43:22                                        |
| 2045                                            | 20                                              | 05:07:24                                        | 20                                              | 22:33:41                                        | 22                                              | 14:32:42                                        | 21                                              | 11:34:54                                        |
| 2046                                            | 20                                              | 10:57:38                                        | 21                                              | 04:14:26                                        | 22                                              | 20:21:31                                        | 21                                              | 17:28:16                                        |
| 2047                                            | 20                                              | 16:52:26                                        | 21                                              | 10:03:16                                        | 23                                              | 02:07:52                                        | 21                                              | 23:07:01                                        |
| 2048                                            | 19                                              | 22:33:37                                        | 20                                              | 15:53:43                                        | 22                                              | 08:00:26                                        | 21                                              | 05:02:03                                        |
| 2049                                            | 20                                              | 04:28:24                                        | 20                                              | 21:47:06                                        | 22                                              | 13:42:24                                        | 21                                              | 10:51:57                                        |
| 2050                                            | 20                                              | 10:19:22                                        | 21                                              | 03:32:48                                        | 22                                              | 19:28:18                                        | 21                                              | 16:38:29                                        |

Điểm phân xuất hiện 2 lần trong năm (vào khoảng 21 tháng 3 và 22 tháng 9), khi mặt phẳng xích đạo của Trái Đất đi qua tâm Mặt Trời. Vào thời gian này trục Trái Đất không nghiêng ra xa cũng như hướng tới Mặt Trời. Trên Trái Đất khi này thời gian ban ngày và ban đêm bằng nhau. Sau đó mặt trời sẽ di chuyển cao hơn hoặc thấp hơn so với xích đạo nên độ dài giữa ngày và đêm sẽ thay đổi.
Tại điểm phân, Mặt Trời nằm trên một trong 2 giao điểm của 3 mặt gồm mặt phẳng xích đạo, mặt phẳng hoàng đạo và thiên cầu. Các giao điểm này được gọi là xuân phân và thu phân.
Mỗi điểm phân xuất hiện mỗi năm 1 lần vào một thời điểm nhất định trong 1 ngày, khoảng 20 hoặc 21 tháng 3 và 22 hoặc 23 tháng 9 mỗi năm.